# Jalalal 1ra. Sección
Jalalal 1ra. Sección är en ort i Mexiko.   Den ligger i kommunen Chilón och delstaten Chiapas, i den sydöstra delen av landet, 800 km öster om huvudstaden Mexico City. Jalalal 1ra. Sección ligger 937 meter över havet och antalet invånare är 148.
Terrängen runt Jalalal 1ra. Sección är kuperad. Runt Jalalal 1ra. Sección är det glesbefolkat, med 16 invånare per kvadratkilometer. Närmaste större samhälle är Ocosingo, 15,3 km sydost om Jalalal 1ra. Sección. I omgivningarna runt Jalalal 1ra. Sección växer i huvudsak städsegrön lövskog.